# Расстрел в Сфагиа
Расстрел в Сфагиа (греч.  Η εκτέλεση στα Σφαγεία Θεσσαλονίκης) — расстрел 50 человек греческого гражданского населения, совершённый 2 июля 1943 года в Сфагиа, во время тройной, германо-итало-болгарской, оккупации Греции, в годы Второй мировой войны. 
Один из самых известных массовых расстрелов совершённых в годы оккупации в (сегодняшней) черте македонской столицы, города Фессалоники.

## Предыстория
Греция была одной из европейских стран, где в годы Второй мировой войны партизанское движение получило широкий размах. 
С началом тройной оккупации Греции, инициативу по развёртыванию широкого движения Сопротивления взяла на себя Коммунистическая партия Греции, создав в сентябре 1941 года Национально-освободительный фронт Греции (ЭАМ), который затем приступил к созданию Народно-освободительной армии Греции (ЭЛАС). 
Железнодорожная и шоссейная сеть этой горной страны постоянно подвергалась атакам партизан ЭЛАС.
В ответ на действия греческих партизан, обычной практикой оккупационных властей были расстрелы на местах атак и диверсий либо жителей близлежащих населённых пунктов:175, либо заложников из числа политических заключённых тюрем и концлагерей:245.
Тюрьмы и лагеря выступали здесь в роли «источников крови»/поставщиков заложников смертников. Самым известным подобным лагерем в Центральной Македонии был, по выражению писательницы Анны-Марии Друмбуки, «отвратительной славы» лагерь «Павлос Мелас» в Салониках.

## Концлагерь «Павлос Мелас»
Лагерь «Павлос Мелас» был создан турками в 1881 году, в качестве казарм османской армии расположенной в Салониках. 
После освобождения македонской столицы греческой армией в 1912 году, лагерь перешёл под контроль греческой армии и был назван именем одного из самых известных македономахов, т.е. борцов за воссоединение Македонии с Грецией, Павлоса Меласа 
Самым большим зданием лагеря был длинный корпус А2. Перпендикулярно к нему располагалось другое здание, которое образовывло с А2 прямой угол, создавая тем самым центральную площадь лагеря. 
Для содержания заключённых также использовались бывшие конюшни военного лагеря. 
В своём большинстве заключённые были мужчинами, обвиняемыми или подозреваемыми в участии в Сопротивления, или членами компартии, что не исключало наличия в числе заключённых женщин с детьми, а также евреев.
И после расстрелов число заключённых в этом «резервуаре смертников» не уменьшалось и пополнялось за счёт арестованных в ходе карательных операций.  Заключённые рассматривались как заложники, их смерть использовалась как предупреждение, но их жизнь могла одновременно быть фактором сдерживания нападений партизан:755 
Лагерь постоянно действовал как «источник крови» для ответных репрессивных мер оккупантов. 
Первая партия смертников была отправлена ещё в октябре 1941 года на демонстративную казнь через повешение в село Калокастро, Серре, Центральная Македония, где уже действовали партизанские отряды.

## Расстрел в Сфагиа
В отличие от греческой столицы, где большинство расстрелов было осуществлено на стрельбище северо-восточного пригорода Кесариани, в Салониках командование Вермахта чередовало расстрелы в дюжине мест в черте города и пригородах. Одним из мест казней был избран и промышленный прибрежный район Сфагия расположенный на западе города. Собственно само имя район получил от находившегося там до войны мясо-перерабатывающего завода (Σφαγεία/Сфагиа по гречески означает бойня).
Нет однозначного ответа на вопрос какая из операций греческих партизан вызвала этот расстрел.
Близким по времени и самым заметным в регионе Македония — Фессалия был разгром немецкой колонны т.н «Группы Эберлайн», совершённый партизанами Народно-освободительной армии в ущелье Сарантапоро 21 июня. Через два дня, 23 июня, другая немецкая колонна прошедшая через Сарантапоро, информировала немецкое командование о полном разгроме колонны «Группы Эберлайн»:301.
По другим источникам, поводом для этого расстрела стало убийство 1 июля коменданта города Науса в Центральной Македонии.
В ответ на действия греческих партизан и для устрашения населения, оккупационные власти приняли решение расстрелять 50 «коммунистов и осуждённых преступников» — 32 из лагеря «Павлос Мелас» и 18 из тюрьмы в салоникской крепости Эптапиргио.
Расстрел состоялся 2 июля на кирпичном заводе Папагеоргиу.
Согласно послевоенному изданию газеты «Македония» от 9 апреля 1945 года, двое смертников перед расстрелом попытались бежать, одному из них это удалось.
Напротив, издание компартии, кроме того что датирует расстрел 1 июля, приводит список 52 расстрелянных. Издание компартии также указывает имена группы ещё 3 человек расстрелянных в Салониках в этот день, но не связанных с расстрелом в Сфагиа:95.
Из этих «50 коммунистов», издание компартии подтверждает что двое (К. Цамуталидис и Г. Налпантидис) были членами партии с довоенного периода, а Налпантидис состоял к тому же в руководстве партийных организаций Македонии:96.
В числе смертников были двое священников — архимандрит Иоаким (Люляс) и священник Апостолис Телкас из Флорины. Последний провинился тем, что его сын был партизаном:96.
Митрополит Триккийский Дионисий (Хараламбус), также бывший узником концлагеря Павлос Мелас, позже писал, что архимандрит Иоаким «удостоился особых забот оккупантов» — он был без ряс и неузнаваем от побоев.
Однако он шагал с гордостью, держа высоко голову, увенчанную кудрявыми чёрными волосами. Беспрестанно и красиво пел псалмы и молился.
И обращаясь к смертникам выкрикнул: «Братья, мы умираем за святую цель».
4 июля оккупационная газета «Новая Европа» писала: «50 коммунистов и осуждённых преступников были расстреляны за зверства совершённые коммунистическими бандами против оккупационных сил».
Возраст расстрелянных «коммунистов и преступников» варьировал от пятнадцати (школьник А. Яламидис) до шестидесятидвух лет (К. Фахантидис).